# アステ川西
アステ川西（アステかわにし、ASTE KAWANISHI）は、川西能勢口駅にほど近い兵庫県川西市栄町に所在する複合商業施設である。川西都市開発株式会社が管理している。

## 概要
1989年（平成元年）4月4日オープン。西側の百貨店棟には、川西阪急が入っている。東側の専門店棟は、アステ川西 TEMPO175と呼ばれ、様々な専門店が入っている。駐車場は地下1階の一部と地下2階にある。また、4階と5階に川西市立中央図書館が入居している。アステ川西 TEMPO175 の1階から3階まで吹き抜けとなったスペースは、ぴぃぷぅ広場と呼ばれており、年間を通じて様々なイベントが開催されている。ぴぃぷぅ広場には、からくり時計「ハミングツリー」があったが、故障で撤去された。
12時、17時、20時には屋上に設置されているカリヨンが流れる。12時の曲は茶色の小瓶、17時は岡本敦郎作曲の「みおつくし」が流れる。

## 主なテナント
- モモタロー（八百屋）
- 川西阪急（デパート）
- 成城石井（スーパー）
- ユザワヤ（手芸・工芸）
- セリア（100円ショップ）
- ミスタードーナツ（ドーナツ）
- ケンタッキーフライドチキン（フライドチキン）

## 交通アクセス
- 川西能勢口駅（阪急宝塚本線・能勢電鉄妙見線）
- 川西池田駅（JR宝塚線）
- 阪急バス川西バスターミナル